# جيمس إتش. ستيوارت
جيمس إتش. ستيوارت هو سياسي أمريكي، ولد في 1859 في مقاطعة كادو في الولايات المتحدة، وتوفي في 1924. نشط حزبياً في الحزب الجمهوري. وقد انتخب عضو مجلس نواب تكساس ‏.